# Giave
Giave (Tzàve in sardo) è un comune italiano di 471 abitanti della città metropolitana di Sassari, nell'antica regione del Meilogu, in Sardegna. Dista 44 km da Sassari e 59 km da Alghero.
Il comune fa parte della Comunità montana del Logudoro e della Regione Agraria numero 6 - Colline del Meilogu. È dotato di una fermata ferroviaria a valle, dove è presente un piccolo insediamento industriale.

## Geografia fisica

### Territorio

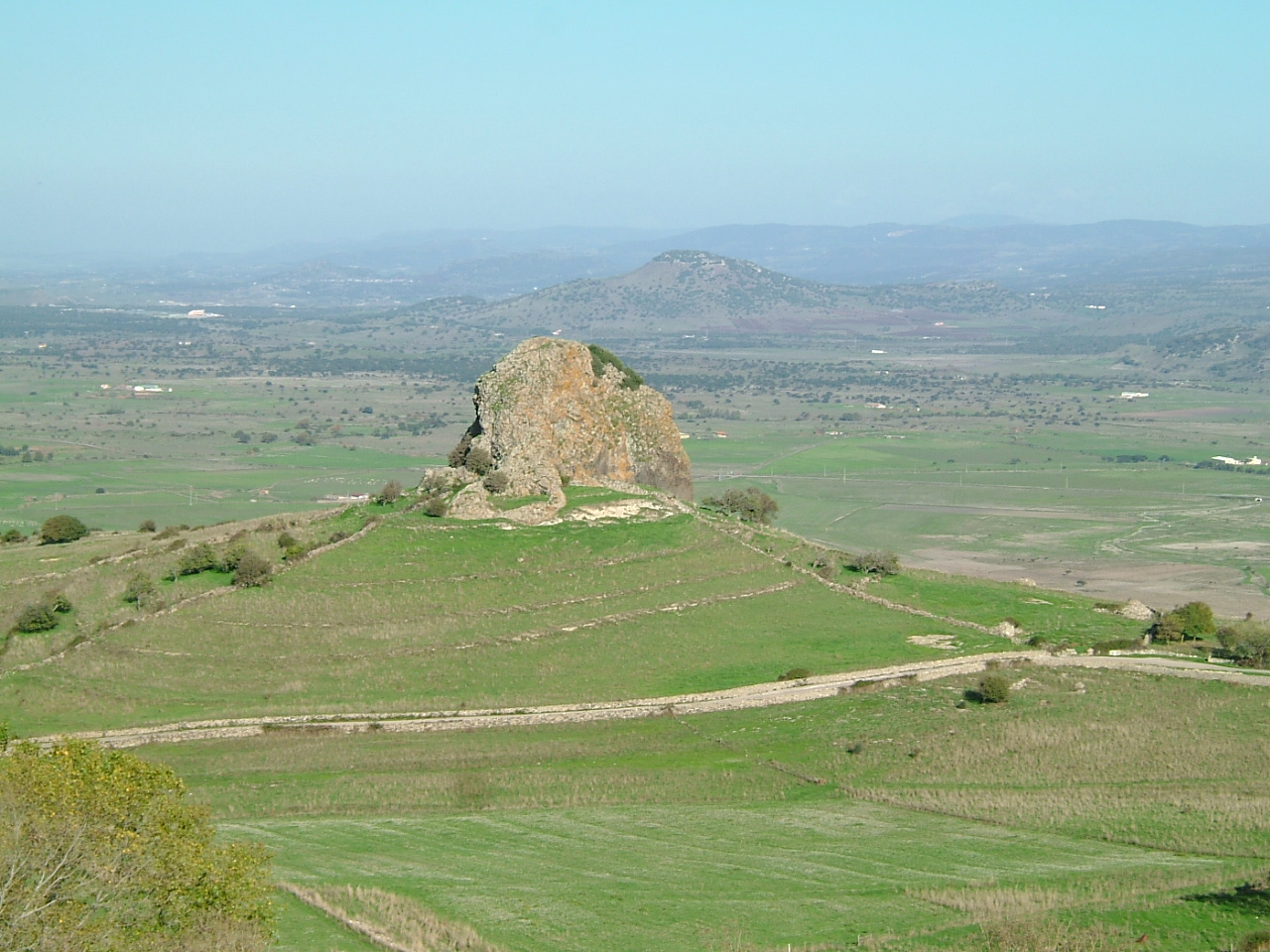
La Pedra Mendalza fotografata dal cimitero di Giave

II territorio di Giave è contraddistinto da rilievi pronunciati, come la famosa "Pedra Mendalza", che si staglia isolata sulla pianura, suggestivamente denominata valle dei Nuraghi a nord-est e Campu Giavesu a sud-ovest. La Pedra Mendalza rappresenta un esempio spettacolare di un antico condotto vulcanico riemerso grazie all'azione dell'erosione, nel gergo dei geologi è chiamato neck, originatosi dalla precedente presenza di un vulcano ostruito e poi spentosi, una struttura osservabile anche in località Santa Giusta fra Semestene e Bonorva.
Nell'ambito della riscoperta della cultura pastorale esistono una serie di itinerari agevoli, segnati dalle pinnette, le tradizionali abitazioni a cono, coperte, costruite a secco da piccole lastre di pietra e usate dai pastori. Accanto a queste testimonianze, si segnalano delle domus de janas ("case delle fate") riconducibili al Neolitico Recente, tra le quali quella di Riu Mulinu ed i monumenti dell'età nuragica del bronzo, come il noto nuraghe Oes.

## Storia

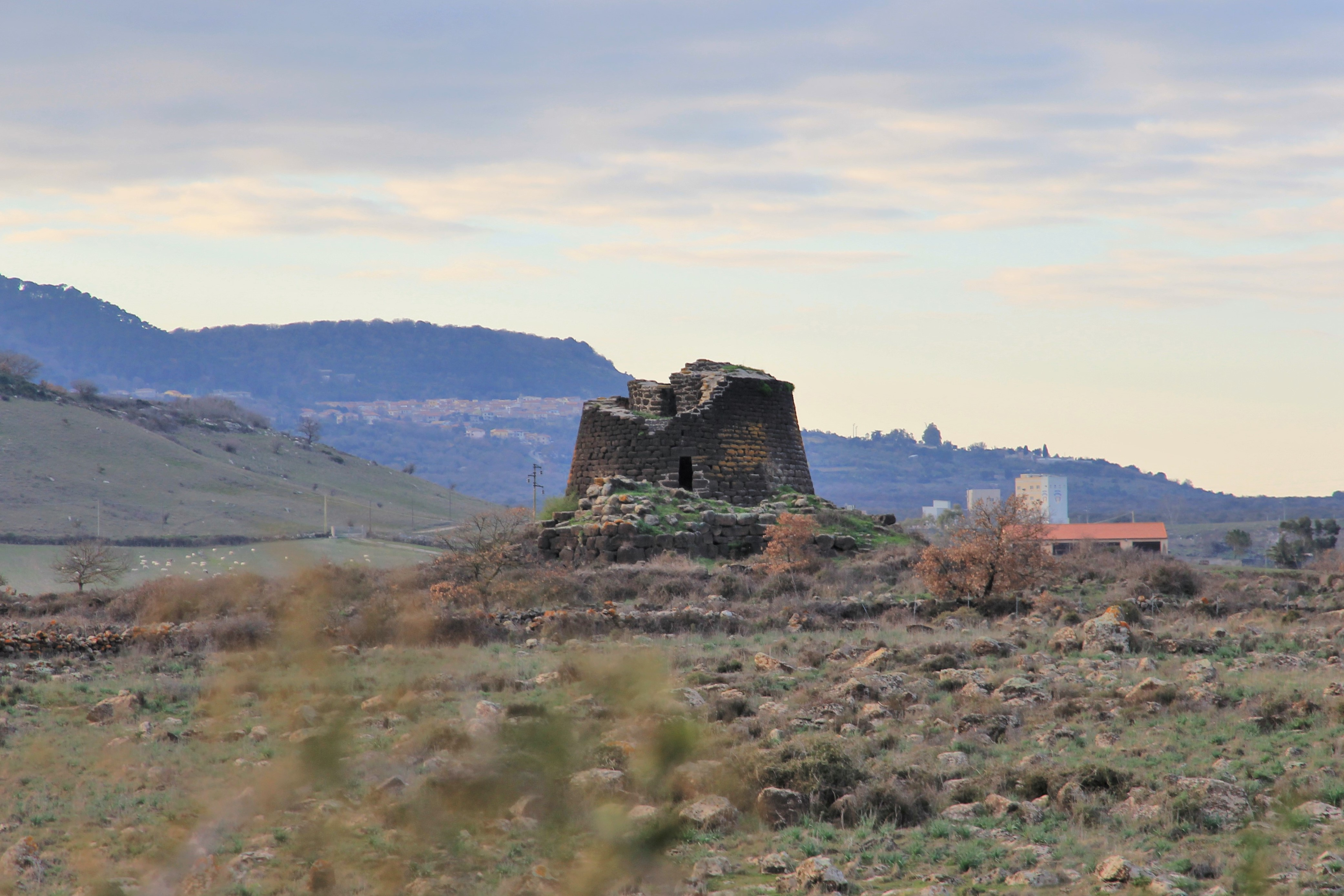
Nuraghe Oes

Grazie alla feracità dei suoli la zona di Giave fu intensamente abitata sin dalla preistoria, trovandosi nei pressi della Valle dei Nuraghi, una delle regioni d'Europa più ricche di testimonianze della civiltà megalitica. Tuttavia le prime fonti storiche riguardo al sito attuale del villaggio risalgono al periodo punico: il nome Giave è infatti una storpiatura del toponimo "Hafa", un fragile insediamento (più a valle del sito attuale) nella tarda età cartaginese, quando gli invasori meridionali riuscirono a valicare la costera e raggiungere la costa settentrionale.
Ma furono i Romani il primo popolo forestiero a colonizzare realmente la zona, creandovi la biforcazione della strada che congiungeva Caralis (Cagliari) a Turris Libissonis da una parte e ad Olbia dall'altra, e insediandovi varie legioni in difesa degli attacchi dalle tribù nuragiche non romanizzate, che si erano rifugiate nelle impervie montagne a sud-est.
Durante il medioevo appartenne al giudicato di Torres e fece parte della curatoria di Capuabbas. In quell'epoca la popolazione viveva un relativo benessere economico. Alla caduta del giudicato (1259), il territorio divenne parte dei possedimenti dei Doria. Dopo vari scontri tra i Doria e gli aragonesi (tra cui la battaglia di Aidu de Turdu), Giave passò al giudicato di Arborea, che riuscirono a conquistare tra gli altri i territori dell'ex curatoria, e successivamente al regno di Sardegna. Il sistema di oppressione del feudalesimo tra il XIV ed il XVIII secolo raggiunse i massimi livelli di oscurantismo e disumanità, con imposizioni di corvée e decime alla popolazione. Nel 1436 il re d'Aragona Alfonso V il magnanimo cedette la signoria su Giave, insieme a Cossoine, a Serafino di Montagnana per 1300 ducati d'oro. Il paese venne poi incorporato nella baronia di Capuabbas, di cui gli ultimi feudatari furono i Da Silva - Alagon, ai quali fu riscattato nel 1839 con la soppressione del sistema feudale.
La situazione di oppressione non migliorò nel passaggio sotto la dominazione dei Savoia.
Nel 1795 il paese prese viva parte ai moti antifeudali.
Solo nel periodo Post-Unitario finalmente Giave ritrova un periodo di relativo progresso civile ed economico, grazie allo sviluppo delle rete ferroviaria e alla costruzione di una stazione a valle, che diede nuovo impulso alle tradizionali attività agro pastorali. Tuttavia dal dopoguerra anche Giave è andato incontro al depauperamento demografico che ha interessato tutte le aree interne dell'isola.

### Simboli
Lo stemma e il gonfalone del comune di Giave sono stati concessi con decreto del presidente della Repubblica del 28 marzo 2007.
Il gonfalone è un drappo di giallo con la bordatura di azzurro.

## Monumenti e luoghi d'interesse
Il centro storico rivela un impianto urbano di chiara derivazione tardo-medievale, contraddistinto dalla disposizione planimetrica degli insediamenti con visibili aggiunte tardo rinascimentali e settecentesche.

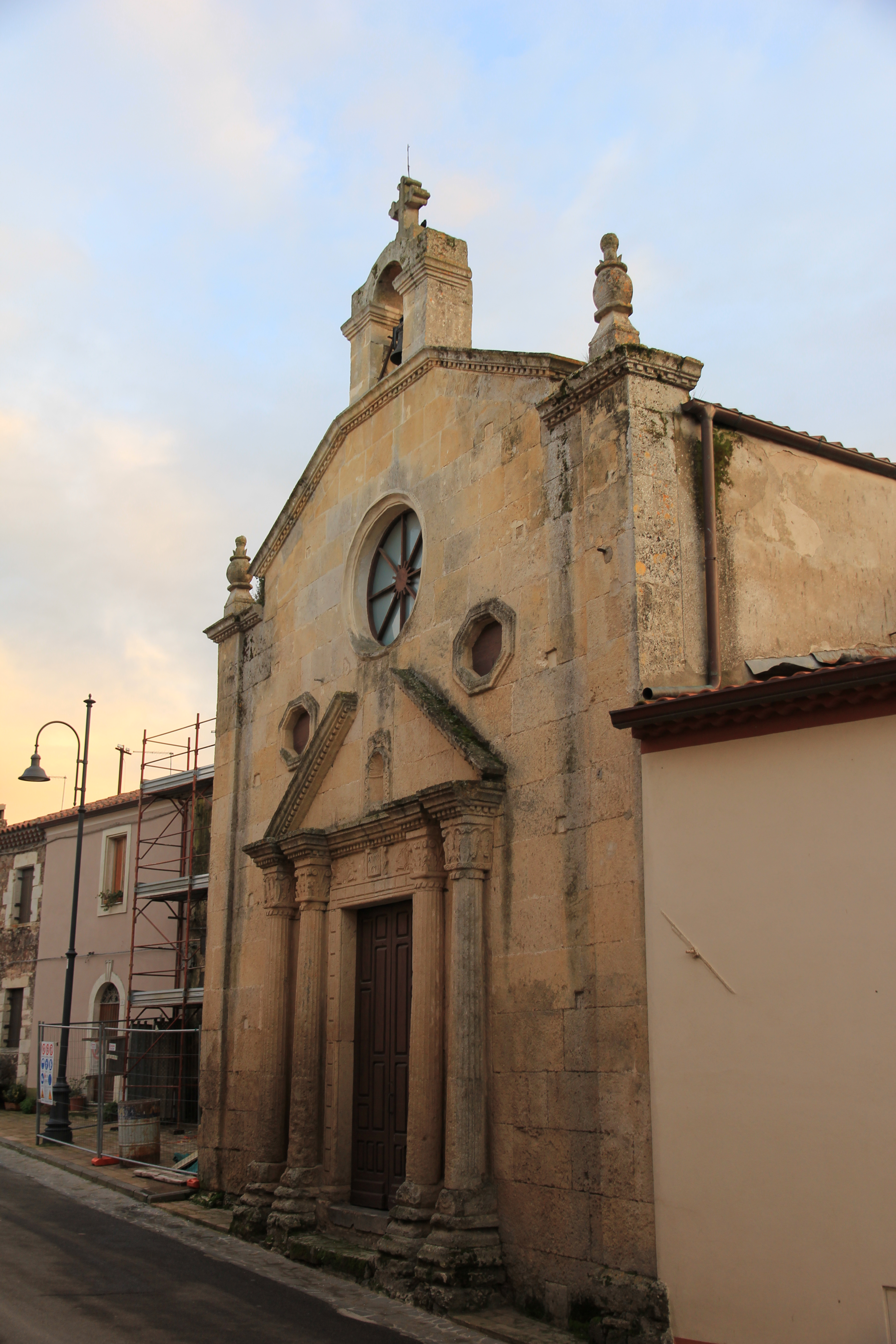
La chiesa di SantaCroce

Nel paese si contano quattro luoghi di culto: 
- Sant'Andrea Apostolo è la chiesa parrocchiale; fondata nel XVI secolo, ha subito un grande intervento di ristrutturazione nel 1788. Da poco, l'ingresso è stato arricchito da un portale in bronzo, dono di un sacerdote giavese, su cui sono scolpiti i nomi di tutti i sacerdoti giavesi nonché dei parroci che si sono succeduti nella conduzione della parrocchia. La chiesa ha una navata centrale con un bell'altare maggiore e diverse cappelle laterali; il campanile, a base ottagonale, è la costruzione più alta del paese e in esso trovano sistemazione tre campane.
- Santa Croce, dove si può ammirare un antico e magnifico altare in legno.
- San Sisto, in posizione panoramica.
- Santi Cosma e Damiano, santuario e meta di pellegrinaggi nei giorni della festa, di fedeli provenienti da diverse parti dell'isola.

Nelle campagne, in località Santa Maria, in passato esisteva l'omonima chiesetta campestre di cui ora rimangono alcune rovine.
Sono infine presenti:
- Pedra Mendalza
- Nuraghe Oes

## Società

### Evoluzione demografica
Abitanti censiti

### Lingua e dialetti
La variante del sardo parlata a Giave è quella logudorese settentrionale.

## Economia
Le caratteristiche geomorfologiche del territorio hanno permesso sin dall'antichità uno sviluppo dell'agricoltura di sussistenza e della pastorizia, facendo arrivare ai giorni nostri un modello ideale per la comprensione dei rapporti fra insediamenti umani e attività lavorative legate alla terra. Questo è avvenuto lungo un cammino comune che dalla civiltà nuragica è culminato nella società agro-pastorale, tutt'oggi alla base dell'economia del paese che pure include un polo industriale di un discreto rilievo.

## Infrastrutture e trasporti

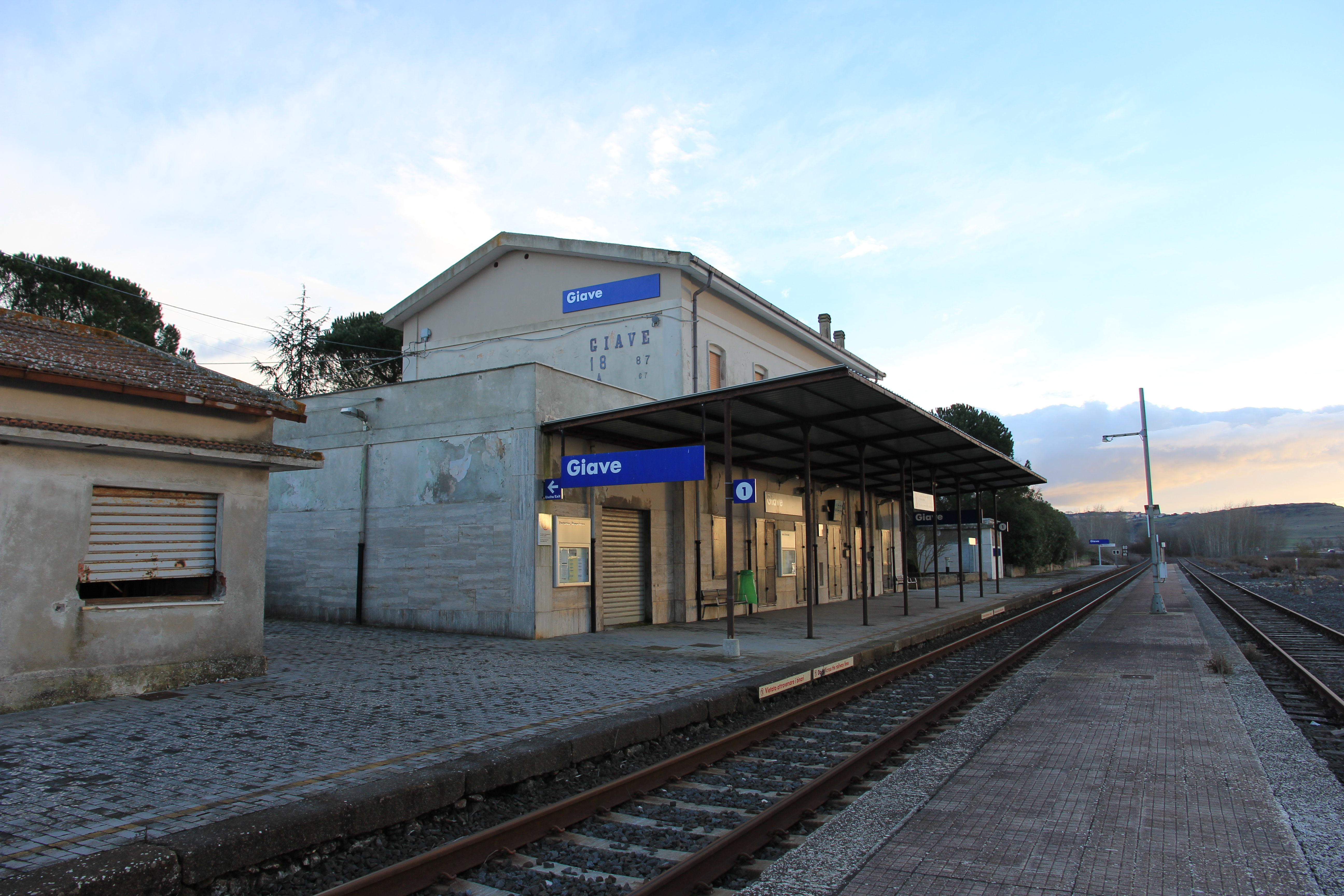
La fermata ferroviaria di Giave

### Strade
Il paese sorge a pochi chilometri dalla principale strada sarda, la strada statale 131 Carlo Felice, che, insieme ad una rete di strade minori, garantisce il collegamento dell'abitato con i centri limitrofi.

### Ferrovie
Giave è dotata dal 1878 di uno scalo ferroviario, situato nei pressi della località di Campu Giavesu. La fermata, di proprietà di Rete Ferroviaria Italiana, è servita dai convogli di Trenitalia attivi lungo la Dorsale Sarda.

## Amministrazione
| Periodo         | Periodo         | Primo cittadino        | Partito                           | Carica  | Note   |
| --------------- | --------------- | ---------------------- | --------------------------------- | ------- | ------ |
| 23 aprile 1995  | 16 aprile 2000  | Giuseppe Deiana        | lista civica                      | Sindaco | [ 5 ]  |
| 16 aprile 2000  | 8 maggio 2005   | Giuseppe Deiana        | lista civica                      | Sindaco | [ 6 ]  |
| 8 maggio 2005   | 30 maggio 2010  | Gesuino Amedeo Scodino | lista civica                      | Sindaco | [ 7 ]  |
| 30 maggio 2010  | 31 maggio 2015  | Giuseppe Deiana        | lista civica "Giave Insieme"      | Sindaco | [ 8 ]  |
| 31 maggio 2015  | 26 ottobre 2020 | Antonietta Maria Uras  | lista civica "Ora si Cambia"      | Sindaco | [ 9 ]  |
| 26 ottobre 2020 | in carica       | Gian Mario Chessa      | lista civica "Il futuro è vostro" | Sindaco | [ 10 ] |